# 52 Europa
Europa (định danh hành tinh vi hình: 52 Europa) là tiểu hành tinh lớn thứ 6 trong vành đai tiểu hành tinh, với đường kính là 300 km, mặc dù nó không lớn tương ứng. Nó không tròn mà có hình elip với kích thước xấp xỉ 380×330×250 km. Nó được Hermann Goldschmidt phát hiện ngày 4 tháng 2 năm 1858 từ ban công của ông ở Paris và được đặt theo tên Europa, một trong các nữ thần mà thần Zeus chinh phục được trong thần thoại Hy Lạp.

## Đặc trưng vật lý

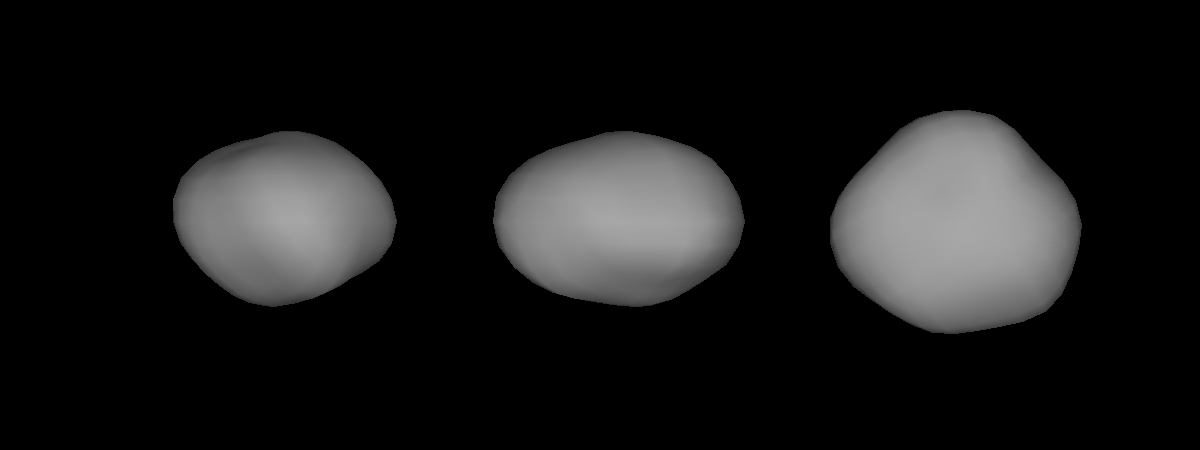
Mô hình 3D của Europa dựa trên mô hình đường cong ánh sáng

Europa xấp xỉ lớn thứ 6 trong các tiểu hành tinh, dù rằng tỷ trọng thấp (quá xốp), có thể đoán là do bị một va chạm đặc biệt nặng. Nhiều khả năng nó có mật độ khoảng 1,5 g/cm³, điển hình của tiểu hành tinh kiểu C. Năm 2001, Michalak ước tính Europa có khối lượng là (5,2 ± 1,8)×1019 kg. Năm 2007, James Baer và Steven R. Chesley ước tính Europa có khối lượng (1,9±0,4)×1019 kg. Một ước tính gần đây hơn của Baer cho thấy nó có khối lượng là 3,27×1019 kg.
Europa là tiểu hành tinh kiểu C, nghĩa là rất tối, có thành phần cấu tạo bằng cacbonat và nó lớn thứ hai trong nhóm này. Quỹ đạo của nó gần sát với của nhóm tiểu hành tinh Hygiea, nhưng không thuộc nhóm này. Các nghiên cứu quang phổ đã tìm thấy bằng chứng là có các olivin và pyroxen ở bề mặt của nó, và có dấu hiệu các khác biệt về thành phần cấu tạo ở các vùng khác nhau.
Các dữ liệu đường cong ánh sáng của Europa đặc biệt phức tạp khó giải thích, mặc dù có nhiều cuộc quan sát, chẳng hạn như thời gian quay vòng của nó là bao lâu (dao động từ 5 giờ rưỡi đến 11 giờ) . Việc phân tích chi tiết nhất cho thấy cả hai điểm cực của nó hướng về khoảng hệ tọa độ hoàng đạo (β, λ) = (70°, 55°) hoặc (40°, 255°) với 10° không chắc chắn . Tình trạng đó cho độ nghiêng trục quay khoảng 14° hoặc 54°.
Năm 1988, một cuộc tìm kiếm vệ tinh hoặc bụi quay quanh tiểu hành tinh này đã được thực hiện bằng kính thiên văn UH88 tại Đài quan sát Mauna Kea, nhưng nỗ lực này đã trở nên vô nghĩa.

## Quan sát
Ngôi sao biến quang kích biến nổi tiếng CV Aquarii, phát hiện năm 1934, hiện nay được coi là sự nhận dạng lầm của tiểu hành tinh "52 Europa".

Hoạt ảnh quỹ đạo của 52 Europa trong thời gian 2000–2020
Mặt Trời ·
Trái Đất
Sao Hỏa ·
Sao Mộc ·
52 Europa